# Phobetinus investis
Phobetinus investis là một loài nhện trong họ Mimetidae.
Loài này thuộc chi Phobetinus. Phobetinus investis được Eugène Simon miêu tả năm 1909.